# Naissance en 1016
Naissance
- 1012
- 1013
- 1014
- 1015
- 1016
- 1017
- 1018
- 1019
- 1020

Cette page dresse une liste de personnalités nées au cours de l'année 1016 :
- 9 juin : Deokjong, 9e Roi de Goryeo.
- 26 juillet : Casimir Ier le Restaurateur, ou le Rénovateur ou le Pacifique, duc de Pologne.
- 24 août : Fujiwara no Genshi, impératrice consort (chūgū) de l'empereur Go-Suzaku.

- Béla Ier de Hongrie, ou Béla le Bison ou Béla le Champion, roi de Hongrie.
- Cao (impératrice) (en), impératrice consort.
- Édouard l'Exilé, fils du roi Edmond II d'Angleterre, l'Exilé pour avoir passé la majorité de sa vie loin de l'Angleterre.
- Eustache Ier de Guînes
- Ferdinand Ier de León, comte de Castille, puis roi de León et de Castille. Il se donne également le titre d'empereur d'Espagne.
- Harold, fils de Knud, futur roi d'Angleterre.
- Hugues V de Lusignan, seigneur de Lusignan.
- Không Lộ (en), pêcheur devenu maître zen au Vietnam.
- Minamoto no Tsunenobu, poète et courtisan kuge japonais de la seconde moitié de l'époque de Heian.
- Naropa, érudit d'Inde et un maître reconnu du bouddhisme tibétain.
- Yan Vyshatich, noble et militaire de Kiev.

## Crédit d'auteurs
- Cet article est partiellement ou en totalité issu de l'article intitulé « 1016 » (voir la liste des auteurs).